# Hàm tán xạ Henyey-Greenstein

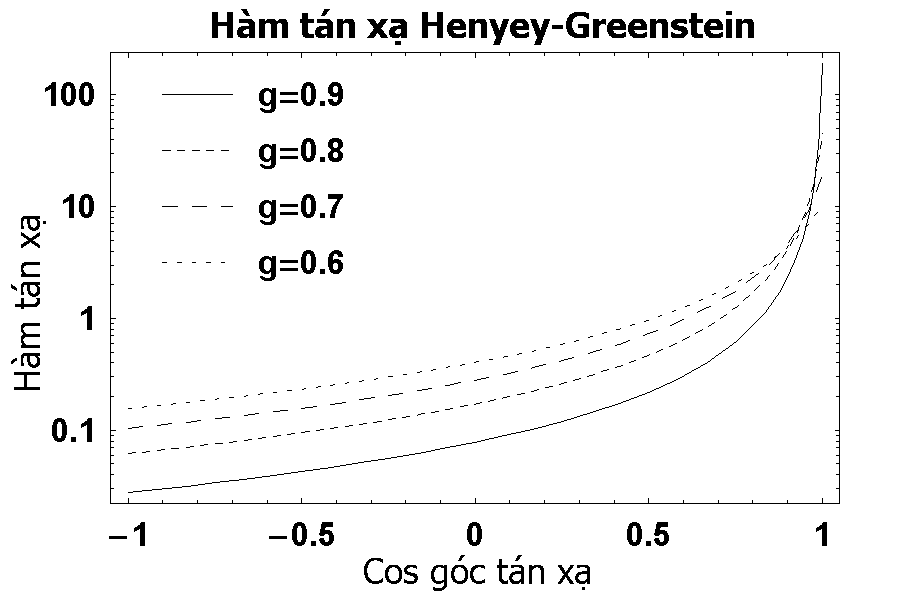
Hàm tán xạ Henyey-Greenstein cho một số giá trị của hệ số bất đối xứng

Trong tán xạ, hàm tán xạ Henyey-Greenstein, được Henyey và Greenstein giới thiệu lần đầu vào năm 1941, cho phép mô phỏng một cách gần đúng và đơn giản hàm tán xạ ánh sáng bởi các hạt nhỏ bé như các hạt bụi trong không gian vũ trụ, các hạt mưa trong đám mây, hay sự tán xạ bởi môi trường không đồng nhất trong các mô sinh học.
Hàm Henyey-Greenstein sử dụng một tham số duy nhất, hệ số bất đối xứng g, thỏa mãn điều kiện giá trị trung bình của cos góc tán xạ, khi góc tán xạ phân bố theo hàm Henyey-Greenstein, chính bằng g. Hàm tán xạ Henyey-Greenstein có công thức:
{\displaystyle P(\theta )={\frac {1}{4\pi }}{\frac {1-g^{2}}{(1+g^{2}-2gcos(\theta ))^{3/2}}}}
Với {\displaystyle \theta } là góc tán xạ, g là hệ số bất đối xứng. Hàm thỏa mãn:
{\displaystyle \int _{0}^{\pi }P(\theta )2\pi sin(\theta )\,d\theta =1}
Và:
{\displaystyle \int _{0}^{\pi }cos(\theta )P(\theta )2\pi sin(\theta )\,d\theta =g}
Hàm Henyey-Greenstein cũng thường được biểu diễn theo cos của góc tán xạ:
{\displaystyle P(\mu )={\frac {1}{2}}{\frac {1-g^{2}}{(1+g^{2}-2g\mu )^{3/2}}}}
Với {\displaystyle \mu =cos(\theta )}. Hàm này thỏa mãn:
{\displaystyle \int _{-1}^{1}P(\mu )\,d\mu =1}
Và:
{\displaystyle \int _{-1}^{1}\mu P(\mu )\,d\mu =g}

## Hàm phân bố tích lũy
Hàm phân bố tích lũy của hàm mật độ xác suất Henyey-Greenstein là:
{\displaystyle F(\mu )=\int _{-1}^{\mu }\,P(t)\,dt={\frac {1-g}{2g}}({\frac {1+g}{\sqrt {g^{2}+1-2g\mu }}}-1)}

## Góc tán xạ
Cos của góc tán xạ tuân thủ hàm mật độ xác suất Henyey-Greenstein là một biến ngẫu nhiên có thể tính theo:
{\displaystyle \mu ={\frac {1}{2g}}(1+g^{2}-({\frac {1-g^{2}}{1-g+2gy}})^{2})}
với y là một biến ngẫu nhiên đều.